# Pierre Vidal (homme politique, 1906-1967)
Pour les articles homonymes, voir Pierre Vidal et Vidal.
Pierre Vidal, né le 27 juillet 1906 à Mérida (Yucatán) et mort le 2 juillet 1967 à Toulouse (Haute-Garonne), est un homme politique franco-nigérien.

## Biographie
Il est membre du conseil de gouvernement du Niger comme ministre de la Santé publique.
En 1959, il est élu par l'Assemblée législative de la République du Niger pour siéger au Sénat de la Communauté.
Il est chevalier de la Légion d'honneur et chevalier de l'Ordre national du Niger.